# Tongbeyah
Tongbeyah är en klan i Liberia.   Den ligger i regionen Bong County, i den centrala delen av landet, 140 km öster om huvudstaden Monrovia.